# Филмови о Буди
Живот Сидарта Гаутама, Буде, био је тема неколико филмова. 

## Историјат
Први филм о Будином животу зове се Buddhadev (енглески наслов: Lord Buddha) а снимио га је тада добро познати индијски филмски стваралац Dadasaheb Phalke (1870-1944) 1923. године. 
Две године затим, још један важан филм о Буди је објављен, The Light of Asia (индијски наслов: Prem Sanyas). Овај филм дело је немачког филмаџије Франц Остин (1875-1956). Himansu Rai (1892-1940) се појавио у улози Буде. Назив филма сугерише да је сценарио за филм базиран на књизи Светлост Азије британског песника Сер Едвина Арнолда, а које је објавило  1891. године, иако се садржај сценарија јасно разликује од Арнолдове књиге. Филм је наишао на бољи одзив код публике у Европи него у Индији, а Будин живот је приказао у романтичарском маниру. 
И Буддхадев и Светлост Азије су Неми филмови.
Двадесетог марта 1952. године, имао је премијеру трећи по реду филм са темом Будиног живота, [b][/b]. Редитељ Teinosuke Kinugasa (1896-1982) режирао је овај филм у сарадњи са јапанском филмском кућом Daiei Eiga. Филм је номинован [b]1953 Cannes Film Festival[/b]. 
Четврти филм о Буди био је документарни филм по имену Gotama the Buddha. Иза овог филма стала је влада Индије 1957. године у циљу прославе Будиног 2.500-тог рођендана. Rajbans Khanna је режирао а Bimal Roy продуцирао филм. Имао је запажено место на филмском фестивалу у Кану 1957. године, због приказане лепоте као и високе етике. Био је то црно-бели филм препун пејзажа, археолошких налазишта, рељефа и слика, како оних прастарих Ajanta тако и савремених, са нарацијом о Будиној прошлости.
Филм са називом "Angulimal" 1960. године, не говори директно о Будином животу, већ о животу злочинца који је пљачкао и убијао недужне људе којима је одсецао прсте од којих је правио себи огрлицу, по чему филм носи име Angulimal (Angluli: прст, mala: огрлица). Преокрет у филму настаје када овај у шуми наиђе на Буду са намером да га убије, али бива импресиониран Будином личношћу и временом постаје будистички монах.
Пети филм о Буди је јапански Shaka, у продукцији Kenji Misumi 1961. године. Приказан је у САД 1963. године, под насловом Buddha. Тринаестог фебруара, 1964. године, један корејски филм је имао премијеру, Seokgamoni, што је корејски превод са санскрита Shakyamuni, што је у Махајана Будизму назив за историјског Буду. Наративни контекст о Будином животу у оба ова филма, био је у духу земаља у којима су снимљени.
Мали Буда, Бернардо Бертолучи из 1993. године, је филм чија је радња смештена у садашње време са освртом на Будин живот, као једна прича у оквиру друге.
1997. године индијски продуцент G.A. Sheshagiri Rao такође је снимио филм о Буди са једноставним насловом Буда. Није приказиван у биоскопима, већ само објављен у dvd формату. Ово је и најдужи филм о Буди, јер траје око 15 сати.
2001. године француски редитељ Martin Meissonnier начинио је документарни филм са називом La Vie de Bouddha (Life of Buddha). Филм приказује места Будиног боравка уз нарацију непалских приповедача. У последњем делу филма вијетнамски будистички монах Thich Nhat Hanh подучава основе Будиног учења.
2008. године индијац K. Raja Sekhar објављује још једно филмско остварење на тему Будиног живота Tathagata Buddha. Ова прича о Буди је приказала и његову смрт – или боље речено: његову паринивану.

## Будисти и филмови о Буди
Може се приметити да су од 1923. године скоро све филмове у Буди снимили Индијци и западњаци. А само два (један у Јапану а други у Јужној Кореји) су снимљена у земљама у којима живи значајнији број будиста, с тим да остаје непознато да ли су и њихови филмски ствараоци били будисти.
Током 1990-их B.K. Modi, председник Maha Bodhi Society, започео је пројекат снимања филма о Будином животу. Изјавио је да је за то добио подршку Далај Ламе Tenzin Gyatso. Прослављена индијска режисерка Mira Nair. (рођ. 1957) показала је интересовање за пројекат. Касније је саопштено да је успех Бертолучијевог Малог Буде одложио снимање са образложењем да није прави тренутак за још један сличан филм о Буди. Међутим, поуздано се зна да је Mira Nair посетила седиште будистичког друштва "Maha Bodhi Society" у циљу припреме снимања, где је наишла на толико јак отпор да је напустила цео пројекат. Такође је познато да се будисти у земљама као што су Шри Ланка и Бурма, гнушају идеје да било који човек представља Буду на филму. Након објављивања 1925. године, филм The Light of Asia је забрањен у Шри Ланки и у неким деловима данашње Малезије.
2004. године индијски филмаџија Shekar Kapur је најавио снимање филма о Будином животу, по Thich Nhat Hanh-овој књизи Old Path, White Clouds. Најпре је премијеру филма најавио за 2006, па за 2008. годину. А последња најава је за 2010. годину.
B.K. Modi је обећао да ће Maha Bodhi Society финансирати пројекат, без обзира да ли ће Далај Лама Tenzin Gyatso подржати снимање филма. Сценарио за филм потписују Deepak Chopra и америчка сценаристкиња Melissa Mathison. Холивудске филмске звезде, као што су Ричард Гир и Шерон Стоун, су већ најавили да имају воље да подрже пројекат и мањим улогама у самом филму. 
Међутим, свако наредно одлагање снимања за две године, открива да томе постоји јак отпор међу будистима.

## Списак филмова о Буди
| Година | Енглески наслов | Оригинални наслов          | Земља                                                | Напомене                                              | ИМДБ                                      |
| ------ | --------------- | -------------------------- | ---------------------------------------------------- | ----------------------------------------------------- | ----------------------------------------- |
| 1923   | Lord Buddha     | Buddhadev                  | Индија                                               | неми филм                                             |                                           |
| 1925   |                 |                            | Индија / Немачка                                     | неми филм                                             |                                           |
| 1952   |                 | Daibutsu kaigen (大仏改元) | Јапан                                                | филм                                                  |                                           |
| 1957   |                 |                            | Индија                                               | Документарни филм, продуцирао Bimal Roy. Режирао               |                                           |
| 1960   |                 |                            | Индија                                               |                                                       |                                           |
| 1961   |                 |                            | Јапан                                                | Филм                                                  |                                           |
| 1964   |                 |                            | Јужна Кореја                                         | Филм                                                  |                                           |
| 1967   |                 |                            | Индија                                               | Приказивање документарног филма                       |                                           |
| 1989   |                 |                            | Индија                                               | Кратак документарни филм                              |                                           |
| 1993   |                 |                            | Италија / Француска / Лихтенштајн / Велика Британија | Филм Bernardo Bertolucci, где је прича о Буди уметнута у савремену причу |                                           |
| 1997   |                 |                            | Индија                                               | Продуцент G. Adi Sheshagiri Rao. Режисер                                   |                                           |
| 2001   |                 |                            | Индија и Француска                                   | Документарни филм                                     |                                           |
| 2004   |                 |                            | Индија                                               | анимирани филм                                        |                                           |
| 2007   |                 |                            | Тајланд                                              | анимирани филм у продукцији                           |                                           |
| 2008   |                 |                            | Индија                                               | Продуцент                                             |                                           |
| 2008   |                 |                            |                                                      | По књизи Old Path White Clouds by                     | Архивирано на веб-сајту (10. август 2010) |